# Antonio Halcón y Vinent

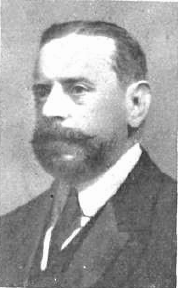
Antonio Halcón hacia 1913.

Antonio Halcón y Vinent, I conde de Halcón (Sevilla, 1865-ibídem, 8 de octubre de 1963), fue un político español, miembro del partido liberal.

## Biografía
Fue presidente de la Diputación provincial de Sevilla entre 1902-03, diputado por los distritos sevillanos de Estepa en 1905, Marchena en 1916 y Utrera en 1918, senador por la provincia de Sevilla en 1919 y tres veces alcalde de Sevilla en 1909-13, 1922-23 y nuevamente en 1930-31 tras la dictadura de Primo de Rivera. 
En 1913 el rey Alfonso XIII le otorgó el título de conde de Halcón.
Durante su primer mandato como alcalde de Sevilla, se procedió en 1912 al derribo de la mayor parte del acueducto romano, reconstruido por los almohades, de la ciudad, conocido como Los Caños de Carmona, que hasta 1908 había permanecido completo.
Con el advenimiento de la segunda república, Halcón se retiró de la vida política hasta su muerte, ocurrida en su ciudad natal a los noventa y siete años de edad.
| Predecesor: Ricardo Iribarren y Elías                                       | Presidente de la Diputación de Sevilla 1902-1903 | Sucesor: Fernando de Checa Sánchez                                   |
| Predecesor: Vicente Chiralt y SelmaFederico Amores AyalaNicolás Díaz Molero | Alcalde de Sevilla 1909-19131922-19231930-1931   | Sucesor: Federico Amores AyalaEduardo Camacho DíazHermenegildo Casas |